# Teana
Teana är en ort och kommun i provinsen Potenza i regionen Basilicata i Italien. Kommunen hade 585 invånare (2017).